# Óleo de cobra

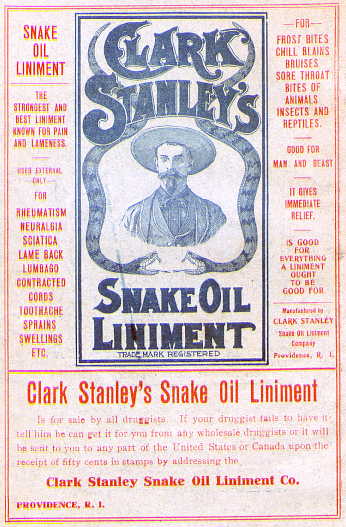
Óleo de Cobra de Clark Stanley

Óleo de cobra é um remédio tradicional chinês que utiliza gordura extraída da cobra d'água chinesa (Enhydris chinensis). É um rubefaciente e/ou pomada, e é aplicado topicamente para aliviar a dor física menor. Ele tem sido usado na medicina tradicional chinesa por muitos séculos, e é um medicamento relativamente comum de ser prescrito pelos médicos que prescrevem a prática da medicina tradicional chinesa. Sua eficácia como medicamento tem sido uma fonte histórica de controvérsia no mundo ocidental, onde há muita confusão sobre sua origem e constituição devido a um julgamento do Tribunal Distrital dos Estados Unidos contra Clark Stanley.
Na cultura ocidental, o óleo de cobra é mais comumente associado a um placebo, panaceia e/ou marketing enganoso. Sua associação na cultura ocidental está no fato de que muitos empreendedores estadunidenses do século XIX e europeus do século XVIII anunciavam e vendiam óleo mineral (muitas vezes misturado com várias ervas domésticas ativas e inativas, especiarias e compostos, mas sem propriedades de cobras), como "linimento de óleo de cobra", fazendo alegações frívolas sobre sua eficácia como uma panaceia. Os remédios que afirmavam ser uma panaceia ideal para todos os males eram extremamente comuns do século XVIII até ao século XX, particularmente entre vendedores mascarando drogas viciantes como cocaína, anfetamina, álcool e misturas à base de ópio e/ou elixires, para serem vendidos como medicação e/ou produtos que promovam a saúde em shows de medicina. 

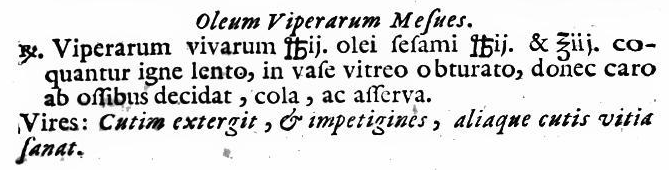
Uma receita de óleo de cobra de 1719/1751 (Juan de Loeches, Tyrocinium Pharmaceticum), impresso na Espanha: "O óleo de víbora de Mesues. Tome 2 libras de cobras vivas e 2 libras 3 onças de óleo de gergelim. Cozinhe lentamente, coberto em uma panela envidraçada, até que a carne se afaste do osso. Coe e armazene. Usos: Limpa a pele, remove espinhas, impetigo e outros defeitos."

## História
O conceito de marketing para o óleo de cobra provavelmente foi transferido para os EUA através do comércio, imigração e exposição à cultura britânica do século XVIII. Entretanto, a fonte real de seu uso como remédio popular provavelmente foi introduzida, similarmente à sua introdução no Reino Unido, por trabalhadores chineses envolvidos na construção da Primeira Ferrovia Transcontinental nos EUA, e sem dúvida estava familiarizada com a Medicina Tradicional Chinesa, usando óleo de cobra para tratar a dor articular, como artrite e bursite, ao mesmo tempo que a apresenta aos colegas trabalhadores americanos. Quando esfregado na pele no local doloroso, o óleo de cobra supostamente trazia alívio. Essa afirmação foi ridicularizada por vendedores de remédios rivais do século XIX, que competiram com os empresários do setor de cobra na venda de outros medicamentos para a dor, muitas vezes oferecendo alternativas mais perigosas, como álcool e/ou ópio.
Medicamentos patenteados se originaram na Inglaterra, onde uma patente foi concedida ao elixir de Richard Stoughton em 1712. Não havia regulamentações federais nos Estados Unidos relativas à segurança e eficácia de drogas até a Lei de Alimentos e Drogas de 1906. Assim, o marketing difundido e a disponibilidade desses medicamentos anunciados duvidosamente sem propriedades ou origem conhecidas persistiram nos EUA por um número muito maior de anos do que na Europa.
Na Europa do século XVIII, especialmente no Reino Unido, o óleo de víbora era comumente recomendado para muitas aflições, incluindo aquelas para as quais o óleo da cascavel (víbora), um tipo de víbora nativa da América, era posteriormente escolhido para tratar reumatismo e doenças de pele. Embora existam relatos sobre o óleo obtido a partir da gordura de várias espécies de víboras no mundo ocidental, as alegações de sua eficácia como remédio nunca foram minuciosamente examinadas, e sua eficácia é desconhecida. Também é provável que grande parte do óleo de cobra vendido por empreendedores ocidentais fosse ilegítimo e não contivesse ingredientes derivados de qualquer tipo de cobra. O óleo de cobra no Reino Unido e nos Estados Unidos provavelmente continha óleo mineral modificado.
Na cultura popular estadunidense, o óleo de cobra é particularmente conhecido por ser uma mercadoria vendida em eventos de mascates temáticos do Velho Oeste americano, embora o julgamento condenando o óleo de cobra como medicamento tenha ocorrido em Rhode Island e envolvido óleo de cobra fabricado em Massachusetts. O vendedor de óleo de cobra é um personagem padrão em filmes ocidentais, retratado como um "médico" viajante com credenciais duvidosas, vendendo
com exageros de marketing, muitas vezes embasados por evidências pseudocientíficas. Para aumentar as vendas, um cúmplice na multidão (um embusteiro) frequentemente atestará o valor do produto em um esforço para provocar a vontade de compra. O "médico" deixará a cidade antes que seus clientes percebam que foram enganados. Essa prática tem implicações abrangentes e é conhecida como um truque de confiança, um tipo de fraude. Este truque de confiança em particular é um mecanismo comum usado por vendedores ambulantes para vender vários remédios falsificados e genéricos em eventos de remédio.
A quantidade drástica de fraude, que se estendeu a uma epidemia de drogas, foi desdobrada e exposta com um julgamento contra Clark Stanley, que condenou o linimento de óleo de cobra patenteado de Clark Stanley no Tribunal Distrital dos EUA. Essa decisão menor, bem como o processo que se desenrolou no Reino Unido durante o século anterior, estabeleceu um precedente para que as burocracias governamentais exercessem maior autoridade sobre as práticas tradicionais de saúde e medicina. O óleo de cobra cresceu para se tornar símbolo de remédios patenteados, e representa um ato saudável de bodes expiatórios que permitiu que a burocracia controlada pelo governo efetivamente tomasse controle sobre os meios de controlar uma epidemia de drogas envolvendo álcool e ópio durante o século XIX nos EUA. Este aumento da autoridade levou à evolução e expansão de burocracias, como a Food and Drug Administration nos EUA.

## Da panaceia ao charlatanismo

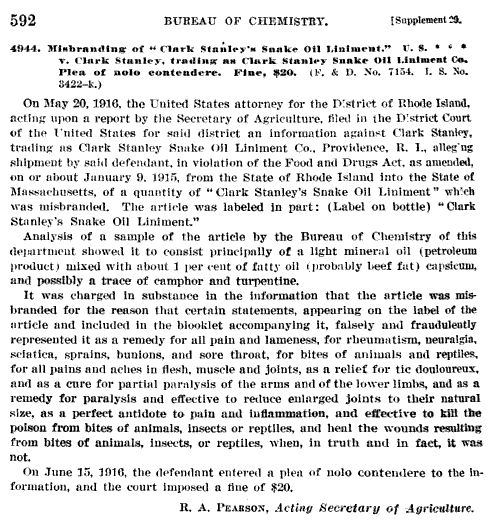
Um relatório da decisão de 1917 do Tribunal Distrital dos Estados Unidos de Rhode Island, multando Clark Stanley em 20 dólares por "rotular incorretamente" seu "Clark Stanley Snake Oil Liniment".

A composição dos remédios de óleo de cobra varia acentuadamente entre os produtos.
O Linimento de Óleo de Cobra de Clark Stanley -produzido por Clark Stanley, o "rei Cascavel" - foi testado pelo do governo dos Estados Unidos, o precursor da Food and Drug Administration (FDA), em 1916. Descobriu-se que o óleo continha:
- óleo mineral
- 1% de óleo gordo (considerado como sebo)
- capsaicina de pimenta
- terebintina
- cânfora[3]

Embora a maioria do óleo de cobra no mundo ocidental fosse drasticamente superfaturada e falsamente anunciada, é discutível se é ou não representativo de um placebo, dado que o Óleo de Cobra de Clark Stanley, o único óleo de cobra produzido no Ocidente, é similar em composição aos linimentos modernos à base de capsaicina ou unguento. Do conteúdo de óleo analisado, verificou-se que nada foi extraído de cobras reais. No entanto, a composição da maioria dos óleos de cobra é essencialmente a mesma que Vick VapoRub, que contém cânfora. O óleo de cobra e muitos unguentos utilizam a cânfora como ingrediente ativo. Clark Stanley, o mais renomado mascate de óleo de cobra, popularmente conhecido como "O Rei Cascavel", comercializou uma marca de óleo de cobra contendo capsaicina como ingrediente ativo, além da cânfora. A capsaicina também continua a ser comumente usada em muitos adesivos não-narcóticos, e é encontrada em muitas marcas concorrentes de unguentos, bem como em spray de pimenta. Uma crítica da revisão histórica que dá origem à essa conotação negativa ao óleo de cobra pode argumentar que o seu lugar na língua inglesa é o produto de uma dissociação cultural adotada da cultura popular.
Em 1916, após a aprovação da (Lei de Alimentos e Medicamentos Puros) em 1906, o Linimento de Óleo de Cobra de Clark Stanley foi examinado pelo Departamento de Química, e considerado drasticamente superfaturado e de valor limitado. Como resultado, Stanley enfrentou um processo federal por vender óleo mineral de maneira fraudulenta como óleo de cobra. Em sua audiência civil, de 1916, instigada por promotores federais do Tribunal Distrital de Rhode Island, Stanley acatou as alegações contra ele, não dando qualquer admissão de culpa. Seu argumento de ''nolo contendere'' (aceitar a sentença sem admitir a culpa) foi aceito e, como resultado, Stanley foi multado em US$ 20,00. Essa quantia de dinheiro corresponde a cerca de US$ 457 em 2018. O termo óleo de cobra, desde então, se estabeleceu na cultura popular como uma referência a qualquer mistura inútil vendida como remédio, e foi estendido para descrever um grau muito amplo de bens, serviços, ideias e atividades fraudulentas, como a retórica sem valor na política. Por extensão adicional, a expressão vendedor de óleo de cobra é comumente usada em inglês para descrever um charlatão. Também é usado de maneira a descrever a natureza geral de muitas profissões modernas, como um político ou um líder religioso, mais especialmente imames islâmicos e ministros cristãos. Também é comumente usado em um sentido de charlatanismo para descrever muitos médicos atuais associados com negligência médica, como um internista, bem como muitos advogados que movem processos judiciais frívolos, e é frequentemente usado como um termo amplo para descrever qualquer pessoa na profissão de vendas, mais comumente vendedores de carros e representantes de vendas farmacêuticas.

## Implicações modernas
Técnicas de marketing fraudulentas empregadas por empresários ocidentais que produzem óleo de cobra não são diferentes da maioria das campanhas publicitárias empregadas de acordo com as práticas empresariais de hoje. Tal engano é predominante em vitrines, entre lojas de varejo, bem como entre revendedores que vendem uma ampla gama de produtos, e é particularmente comum no marketing de serviços. Exemplos de produtos modernos que alegadamente são comercializados de forma semelhante ao óleo de cobra são produtos de fitoterapia, suplementos dietéticos, ou uma bacia de canto tibetano (usada para curar). Denúncias comuns de propaganda enganosa para estes e outros produtos comercializados de forma semelhante ao óleo de cobra, muitas vezes se materializam em alegações que esses produtos são divulgados como científicos, saudáveis ou naturais.
Muito ao contrário do óleo de cobra na medicina tradicional chinesa, existem meios quase justificáveis para qualificar o óleo de cobra na cultura ocidental como uma panaceia fraudulenta, dado que não há relatos conhecidos de óleo de cobra nos Estados Unidos ou na Europa contendo qualquer vestígio de extrato de cobra real. Assim, é geralmente aceito que qualquer variedade de óleo de cobra está em linha com a maioria dos outros remédios patentes disponíveis nos séculos XVIII e XIX, embora seja geralmente observado que o óleo de cobra é menos perigoso do que muitos outros remédios patentes contendo intoxicante ou ingredientes perigosos. Não obstante, o óleo de cobra representa um conceito para um tipo particular de fraude que pode ser estendido para muitos dos mesmos medicamentos intoxicantes vendidos em eventos de remédios que permanecem amplamente prescritos e disponíveis hoje. A maioria desses medicamentos é agora fabricada por empresas farmacêuticas ou está sob controle governamental de alguma forma. 

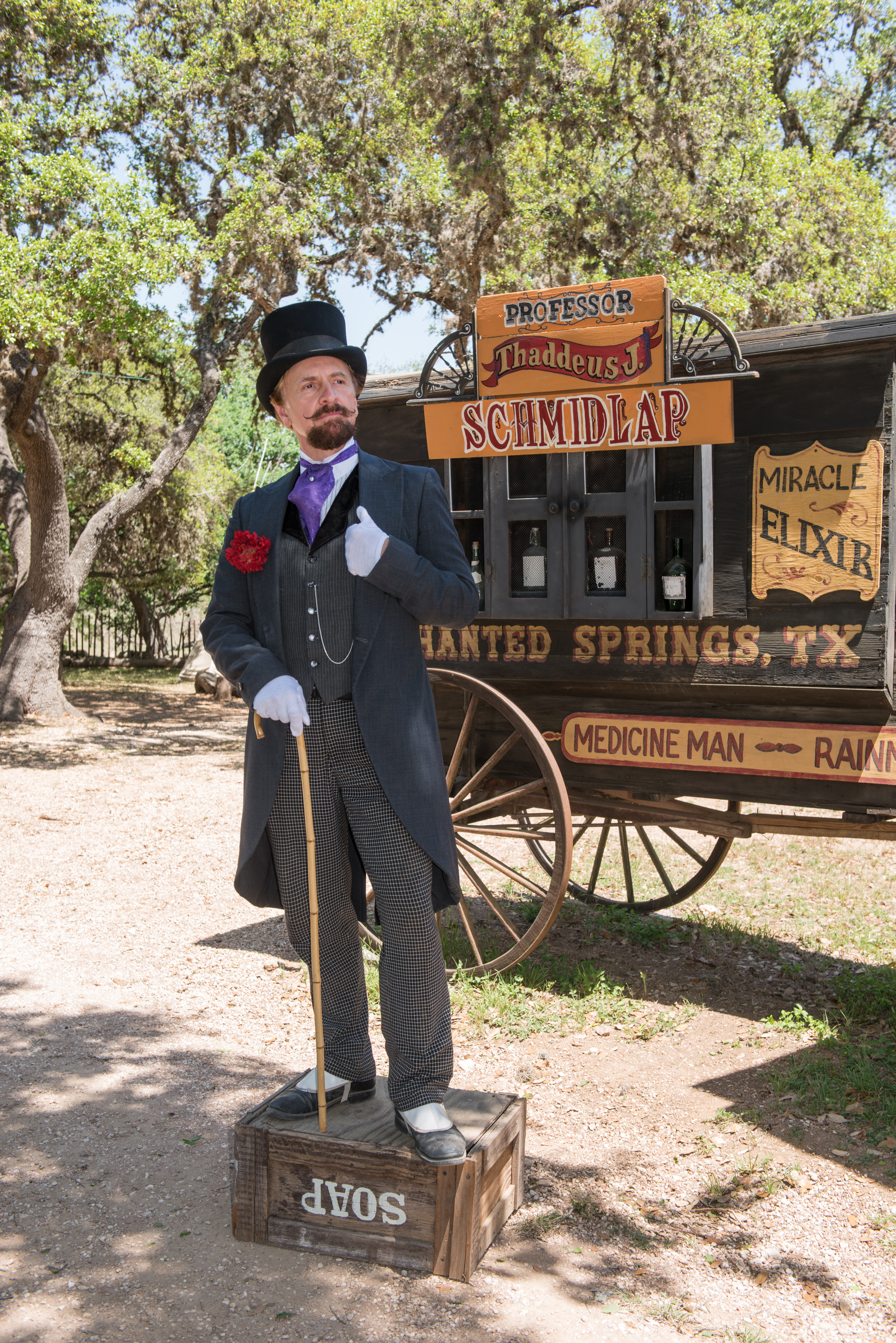
O intérprete histórico Ross Nelson como "Professor Thaddeus Schmidlap", vendedor residente de óleo de cobra no Rancho Enchanted Springs e no parque temático Old West, Boerne, Texas.

## ligações externas
- «A History Of 'Snake Oil Salesmen'»